# José Inga
José María Alberto Inga Guerrero (Chulucanas, Perú, 7 de septiembre de 1999) es un futbolista peruano. Juega como mediocentro y su equipo actual es Comerciantes Unidos de la Liga 1 del Perú.

## Trayectoria

### Sporting Cristal
Inga, es proveniente de las reservas Sporting Cristal al que llegó en 2008 luego de haber jugado en la academia de Alianza Lima. Fue considerado el mejor jugador de la categoría 1999 en la Copa Federación 2016.
Fue promovido al primer equipo de Cristal, pero al no tener continuidad fue cedido al Ayacucho F. C. el 26 de junio de 2019 para ganar más experiencia de juego.
A su regreso del préstamo, Inga debutó oficialmente con el Sporting Cristal en el primer partido de 2020, que fue contra UTC de Cajamarca, donde los celestes pierden por 2-1.
El 9 de noviembre de 2022, Sporting Cristal, anunció la salida del jugador.
En el 2024 fichó por Deportivo Municipal. Fue titular indiscutible del plantel. Sin embargo, por un tema de pagos no pudo clasificar a las liguillas finales.

## Selección nacional
Inga fue convocado a los Juegos Olímpicos de la Juventud de 2014, realizado en Nankín, en el que jugó un partido. En ese torneo la selección peruana logró llevarse la medalla de oro.
Fue convocado a varios microciclos con la Selección de fútbol sub-20 del Perú, pero no logró ser llamado en el equipo final que participó del Sudamericano Sub-20 de 2019.
Participación en Juegos Olímpicos de la Juventud
| Competencia                | Sede   | Resultado | Part. | Goles |
| -------------------------- | ------ | --------- | ----- | ----- |
| Juegos de la Juventud 2014 | Nankín | 1.º lugar | 1     | 0     |

## Estadísticas

### Clubes
Actualizado al último partido disputado el 30 de octubre de 2022.
| Club                          | Div.          | Temporada     | Liga  | Liga  | Copas nacionales | Copas nacionales | Copas internacionales | Copas internacionales | Total | Total |
| Club                          | Div.          | Temporada     | Part. | Goles | Part.            | Goles            | Part.                 | Goles                 | Part. | Goles |
| ----------------------------- | ------------- | ------------- | ----- | ----- | ---------------- | ---------------- | --------------------- | --------------------- | ----- | ----- |
| Ayacucho F. C. · Perú         | 1.ª           | 2019          | 11    | 1     | 0                | 0                | —                     | —                     | 11    | 1     |
| Ayacucho F. C. · Perú         | Total club    | Total club    | 11    | 1     | 0                | 0                | 0                     | 0                     | 11    | 1     |
| Sporting Cristal · Perú       | 1.ª           | 2020          | 10    | 0     | —                | —                | 1                     | 0                     | 11    | 0     |
| Sporting Cristal · Perú       | Total club    | Total club    | 10    | 0     | 0                | 0                | 1                     | 0                     | 11    | 0     |
| Universidad San Martín · Perú | 1.ª           | 2021          | 26    | 0     | 1                | 0                | —                     | —                     | 27    | 0     |
| Universidad San Martín · Perú | Total club    | Total club    | 26    | 0     | 1                | 0                | 0                     | 0                     | 27    | 0     |
| Carlos A. Mannucci · Perú     | 1.ª           | 2022          | 28    | 1     | 0                | 0                | —                     | —                     | 28    | 1     |
| Carlos A. Mannucci · Perú     | Total club    | Total club    | 28    | 1     | 0                | 0                | 0                     | 0                     | 28    | 1     |
| Total carrera                 | Total carrera | Total carrera | 75    | 2     | 1                | 0                | 1                     | 0                     | 77    | 2     |

## Palmarés

### Campeonatos internacionales
| Título                          | Equipo      | País   | Año  |
| ------------------------------- | ----------- | ------ | ---- |
| Juegos Olímpicos de la Juventud | Perú Sub-15 | Nankín | 2014 |